# 市村緑郎
市村 緑郎（いちむら ろくろう、1936年4月21日 - 2014年4月27日）は、茨城県下妻市出身の彫刻家、日本芸術院会員。

## 人物・来歴
茨城県立下妻第一高等学校卒業。1961年、日展初入選。1962年、東京教育大学教育学部芸術学科彫塑専攻卒業、同大学院に進むが6月に中退。
1977年、文部省在外研究員として渡欧。1983年、埼玉大学教授。1986年、白日会会務委員、1987-1992年・彫刻部事務局長。1987年、日展審査員。2001年、日展評議員。2002年、埼玉大学定年退官、名誉教授。崇城大学美術学科教授。
2005年、さいたま市文化賞。2006年、日展理事。日本芸術院賞受賞。2008年、日本芸術院会員。2009年、下妻市市民栄誉賞。2014年4月27日、間質性肺炎のため死去。78歳没。没日付で叙正四位、旭日中綬章追贈。
埼玉大学内には、2000年に開学50周年を記念し市村がデザインした記念像が図書館前にある。

## 代表作
- 「こしかけているひとII」（2002年白日展中澤賞）
- 「空高く」（2003年日展内閣総理大臣賞）
- 「間」（2006年日本芸術院賞）